# Liz Tilberis
Elizabeth Tilberis, née Elizabeth Jane Kelly le 7 septembre 1947 à Alderley Edge et morte le 21 avril 1999 à New York, mais connue professionnellement tout au long de sa carrière comme Liz Tilberis, est une journaliste britannique de mode ayant passé vingt ans au British Vogue puis reconnue pour avoir notablement renouvelé le Harper's Bazaar américain jusqu'à en faire le « plus beau magazine de mode du monde » d'après les médias.

## Biographie
Elizabeth Jane Kelly, fille d'un chirurgien des yeux, nait à Alderley Edge ; elle a un frère et une sœur. Elle étudie au Malvern Girls College et déjà elle feuillette Vogue. Elle suit ensuite des études de mode à la Leicester Polytechnic d'où elle est expulsée pour avoir eu un homme dans sa chambre. Elle tente d'entrer au Jacob Kramer Art College de Leeds. Andrew Tilberis, professeur d'art, est chargé de parcourir son portfolio lors de l'admission de cette dernière. S'il n'est pas impressionné par son travail, Elizabeth Jane Kelly le convainc par son discours et son physique ; il l'épousera plus tard.

### British Vogue
En 1967, à la suite d'un « concours de talents », elle débute au British Vogue par un stage, à préparer le thé entre autres, pour 25 livres par semaine. Beatrix Miller, alors rédactrice en chef du magazine, remarque combien Elizabeth est agréable, énergique et enthousiaste ; Miller la nomme « assistante de mode » en 1970. L'année suivante, elle épouse Andrew Tilberis, malgré l'interdiction de son père qui le considère comme « un étranger ». Ils resteront mariés pendant près de trente ans. Au cours des années 1970 et au début des années 1980, Liz Tilberis commence des traitements pour la fertilité afin d'avoir un enfant. Ces traitements n'aboutissent pas, et ils adoptent deux garçons. Tilberis va travailler avec tous les grands photographes, comme David Bailey, Bruce Weber ou Arthur Elgort.
Après deux décennies au Vogue britannique, Liz Tilberis se voit offrir en 1987 un emploi lucratif à New York, par la marque Ralph Lauren. Elle vend sa maison, prépare le déménagement, et semble sur le point de partir pour les États-Unis quand Anna Wintour, la rédactrice en chef d'alors qui avait remplacé Beatrix Miller peu avant, l'appelle pour lui demander de venir dans son bureau. Wintour l'informe alors qu'elle quitte Londres pour New York, afin de rejoindre le magazine House & Garden (en) appartenant également aux éditions Condé Nast. Elle lui propose son poste à la tête du Vogue anglais. En 1988, elle devient donc la nouvelle rédactrice en chef, mais quitte sa fonction au bout de quatre ans. Durant sa courte carrière, les ventes du magazines augmentent sensiblement ; elle sera remplacée par Alexandra Shulman.

### Harper's Bazaar
En 1992, elle s'installe à New York, et devient rédactrice en chef du prestigieux magazine Harper's Bazaar. En décembre 1993, est diagnostiqué sur Liz Tilberis un cancer de l'ovaire ; elle blâme publiquement son utilisation des médicaments de fertilité.
Elle passe les années suivantes à trouver un équilibre entre sa chimiothérapie et le renouvellement du magazine. Son meilleur allié pour le nouveau style du Harper's Bazaar est alors le directeur artistique français Fabien Baron qui va savoir établir une référence majeure dans le domaine des magazines de mode,,. À eux deux, entre la créativité de Baron et le pragmatisme de la rédactrice en chef, la publication acquiert le titre de « plus beau magazine de mode du monde,,. » Sous la direction de Liz Tilberis, la publication un peu vieillissante redevient donc en quelques années un magazine de mode américain élégant, de tout premier plan,, avec les meilleurs mannequins et photographes de mode, tel que son ami le Français Patrick Demarchelier, puis Peter Lindbergh,. Bien que sur une ligne éditoriale différente et à l'esthétique minimaliste,, le magazine peut de nouveau rivaliser avec le Vogue américain alors sous la responsabilité de son amie Anna Wintour ; durant cette période, la presse fait souvent écho d'une rumeur sur la rivalité entre les deux plus importantes rédactrices en chef de mode,,.
Liz Tilberis est récompensée par le CFDA en 1994 et est également présidente du Fonds de recherche sur le cancer de l'ovaire à partir de 1997.
Elle accompagne la princesse Diana, devenue son amie lors de sa période londonienne chez Vogue, lors de l'une de ses dernières visites à New York, même si les traitements de chimiothérapie la fatiguent et qu'elle a subi une greffe de moelle osseuse. Diana lui téléphonera et écrira, jusqu'à sa mort dans un accident de voiture le 31 août 1997 à Paris, afin d'apporter à Tilberis réconfort et encouragement.
Liz Tilberis meurt le 21 avril 1999 à New York des suites de son cancer. Elle sera remplacée au Harper's Bazaar par la toute jeune Kate Betts (en), et reste considérée avec Anna Wintour et Grace Coddington comme l'une des trois femmes britanniques ayant eu une influence notable sur la mode dans les années 1990, avec Tina Brown également.